# Giovanni Ricci (kardynał)
Giovanni Ricci (ur. 1 listopada 1498 w Montepulciano, zm. 3 maja 1574 w Rzymie) – włoski kardynał.

## Życiorys
Urodził się 1 listopada 1498 roku w Montepulciano, jako syn Pietra Antonia Ricciego. W wieku 15 lat uciekł z domu rodzinnego do Rzymu i po pewnym czasie miał za zadanie przeprowadzić kilku drobnych misji dyplomatycznych we Francji i Burgundii. Następnie wstąpił do stanu duchownego i został protonotariuszem apostolskim i klerykiem Kamery Apostolskiej. 25 czerwca 1544 roku został mianowany arcybiskupem Manfredonii, a dwa dni później – nuncjuszem apostolskim w Portugalii. Rok później został arcybiskupem ad personam Chiusi. W 1550 roku zrezygnował z funkcji dyplomatycznych. 20 listopada 1551 roku został kreowany kardynałem prezbiterem i otrzymał kościół tytularny San Vitale. Około 1554 roku zrezygnował z zarządzania diecezją, natomiast w latach 1561–1562 był administratorem apostolskim Montepulciano. 3 września 1567 roku został arcybiskupem Pizy, a 3 lipca 1570 roku został podniesiony do rangi kardynałem biskupem i otrzymał diecezję suburbikarną Albano. Zmarł 3 maja 1574 roku w Rzymie.